# Le Meilleur Ami du petit d'homme
Le Meilleur Ami du petit d'homme (titre original : A Boy's Best Friend) est une nouvelle d'Isaac Asimov publiée pour la première fois en mars 1975 dans le magazine Boys' Life Magazine. Elle est disponible en France dans le recueil de nouvelles Nous les robots.

## Résumé
Sur Lune-Ville, Jimmy se promène avec Rober, un chien robot-berger, tandis que ses parents attendent de recevoir le cadeau de Jimmy : le premier chien importé de la Terre sur la Lune.